# 罗尔夫·穆尔卡
罗尔夫·穆尔卡（德語：Rolf Mulka，1927年11月23日—2012年7月14日），德国男子帆船运动员。他曾代表德国联队参加1956年和1960年夏季奥林匹克运动会帆船比赛，其中1960年奥运会获得一枚铜牌。